# Maria Domenica Michelotti
Maria Domenica Michelotti (Bourg-Saint-Maurice, 8 ottobre 1952) è una politica sammarinese.
Ha ricoperto la carica di Capitano Reggente da aprile 2000 a ottobre dello stesso anno, in coppia con Gian Marco Marcucci. Ha militato nel Partito Progressista Democratico Sammarinese e in seguito nel Partito dei Democratici (dal 2001) e nel Partito dei Socialisti e dei Democratici (dal 2005).